# Danske Bank (Finland)
Danske Bank (Finland), tidligere Sampo Bank, er en finsk bank, der hører til Danske Bank-koncernen. Bankens navn blev ændret til Danske Bank den 15. november 2012.
Sampo Banks balance var i 2002 17,5 mia. euro. Personalet udgjorde samme år 3.969 ansatte.
Sampo Bankens historie begyndte i 1886 med grundlæggelsen af Postisäästöpankki (fi.), Postsparbanken (sv.), hvis formål var at fremme opsparingen. Dens virke var dog i de første år meget beskeden som følge af begrænsninger i lovgivningen, så en kraftig vækst begyndte først i 1940'erne. I 1970 fik banken status af forretningsbank på linje med andre finske banker, og i 1988 omdannedes den til et aktieselskab. I mange år fungerede banken desuden som postgirobank i Finland. I årene 1997-2000 hørte banken til Leonia-koncernen, som var dannet ved en sammenlægning af Postipankki Oy – Postbanken Ab og Suomen Vientiluotto – Finlands Exportkredit. I år 2000 fusioneredes Leonia Oyj med Vakuutusyhtiö Sampo Oyj – Försäkringsbolaget Sampo Abp til Sampo-Leonia Oyj (siden 2001 Sampo Oyj), og i 2001 ændredes navnet Leonia Pankki Oyj til det nuværende Sampo Pankki Oyj.
Sampo Group solgte i 2006 Sampo Bank til Danske Bank A/S for 4,05 mia. euro.